# Щетинин, Николай Тимофеевич
Щетинин Николай Тимофеевич (1900, станица Старокорсунская, теперь Краснодарского края, Российская Федерация — 6 февраля 1968, город Киев) — советский деятель, министр финансов УССР. Депутат Верховного Совета УССР 4-5-го созывов.

## Биография
Родился в семье рабочего. С десяти лет начал трудовую деятельность.
В 1917 — 1924 г. — в Красной армии. Служил командиром кавалерийского эскадрона, воевал на Кубани, на Украине и в Крыму.
Член РКП(б) с 1920 года.
В 1924 — 1929 г. — председатель исполнительного комитета сельского совета; в системе потребительской кооперации Запорожского округа.
С 1929 г. — в финансовых органах: заведующий районного финансового отдела в Донецкой области, заведующий районного финансового отдела в Днепропетровской области, заместитель заведующего и заведующий Сталинским областным финансовым отделом.
В 1949 — ноябрь 1951 г. — заместитель министра финансов Украинской ССР.
27 ноября 1951 — 1 марта 1961 г. — министр финансов Украинской ССР.
С 1961 года — на пенсии в Киеве. Тяжело болел.

## Награды
- орден Ленина
- орден Трудового Красного Знамени
- орден Красной Звезды
- орден Знак Почета
- медали